# Emil Kronenberg

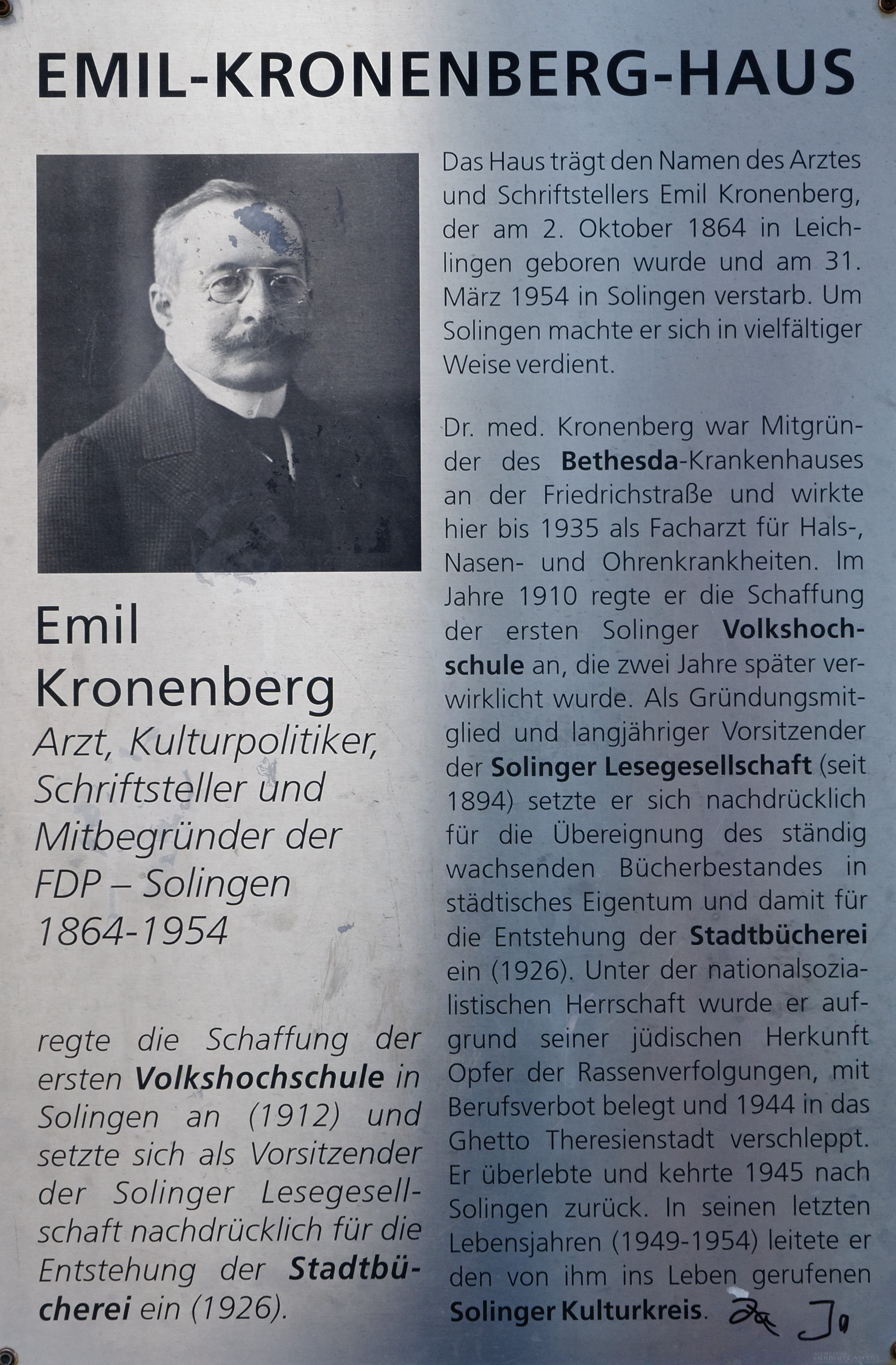
Gedenktafel mit Porträt am Emil-Kronenberg-Haus (Stadtbibliothek und VHS) in Solingen

Emil Kronenberg (* 2. Oktober 1864 in Leichlingen; † 31. März 1954 in Solingen) war ein deutscher Arzt, Politiker und Schriftsteller.

## Biografie

### Familie und Kindheit
Emil Kronenberg wurde am 2. Oktober 1864 als Sohn des Arztes Aron Kronenberg geboren. Aron Kronenberg stammte ursprünglich aus dem Münsterland und war einige Jahre zuvor Lehrer gewesen, bevor er ein Medizinstudium aufnahm und sich als Arzt niederließ. Die Mutter, Amalie Kronenberg geb. Treu, stammte aus dem Kreis Düren.
Emil Kronenberg besuchte die Volksschule und wechselte später zur Bürgerschule. 1878 zog die Familie Kronenberg nach Münster. Dort besuchte Emil sieben Jahre lang das örtliche Gymnasium. 1881 kehrten die Eltern in das Bergische Land zurück. Der Vater betätigte sich als Hausarzt und Geburtshelfer in Höhscheid. Emil blieb in der Obhut eines Onkels in Münster zurück.

### Studium und Wehrpflicht
1885 bestand Emil Kronenberg die Reifeprüfung und nahm sein Medizinstudium in Freiburg, Bonn und München auf. Im Februar 1890 schloss er seine Promotion ab. Danach absolvierte er seinen Wehrdienst als Einjährig-Freiwilliger und verließ die Armee als Assistenzarzt im Range eines Leutnants.

### Solinger Jahre als Arzt und Klinikgründer
1891 unterstützte Emil Kronenberg seinen Vater in der Arztpraxis. 1892 nahm er ein Fachstudium auf und eröffnete im Juni 1894 eine Praxis als Facharzt für Hals-Nasen-Ohren-Heilkunde in Solingen. 1899 gründete er gemeinsam mit den Ärzten Paul Selter (Pädiatrie), Pernhorst (Gynäkologie) und Quint (Augenheilkunde) eine Klinik an der Friedrichstraße in Solingen. Aus dieser Klinik ging 1910 das Bethesda-Krankenhaus (Haus der Barmherzigkeit) hervor. Auch war Sanitätsrat Kronenberg 1897 Mitbegründer und später Vorsitzender des Vereins westdeutscher Hals- und Ohrenärzte. Am 30. April 1896 heiratete er Adele Baecker (* 1871), die ihm anfänglich in seiner Arzt-Praxis assistierte.
1909 trat Kronenberg der Solinger Freimaurerloge Zur Bergischen Freiheit bei. Er bekleidete dort u. a. von 1925 bis 1927 das Amt des Meisters vom Stuhl und war nach der Wiederbegründung der Loge im Jahre 1948 der Ehrenstuhlmeister.
Neben seiner Tätigkeit als Arzt gab Kronenberg auf vielfältige Weise politische, soziale und kulturelle Impulse in Solingen: So regte er 1910 die Schaffung einer Volkshochschule an und sorgte 1926 für die Entstehung der Solinger Stadtbibliothek. Neben allen diesen Aktivitäten war Kronenberg ein produktiver Schriftsteller und Dichter. Lange Jahre, von 1919 bis 1933, hatte er den Vorsitz für die Solinger Lesegesellschaft inne. Heute gilt er als „klassischer Universalgelehrter“.
Im Ersten Weltkrieg leitete er das Landwehr-Feldlazarett 6 an der Westfront. Er wurde zum Oberstabsarzt befördert und mit dem Eisernen Kreuz II. Klasse ausgezeichnet. Nach dem Krieg übernahm er den Vorsitz der Deutschen Demokratischen Partei in Solingen.

### 1933 bis 1945

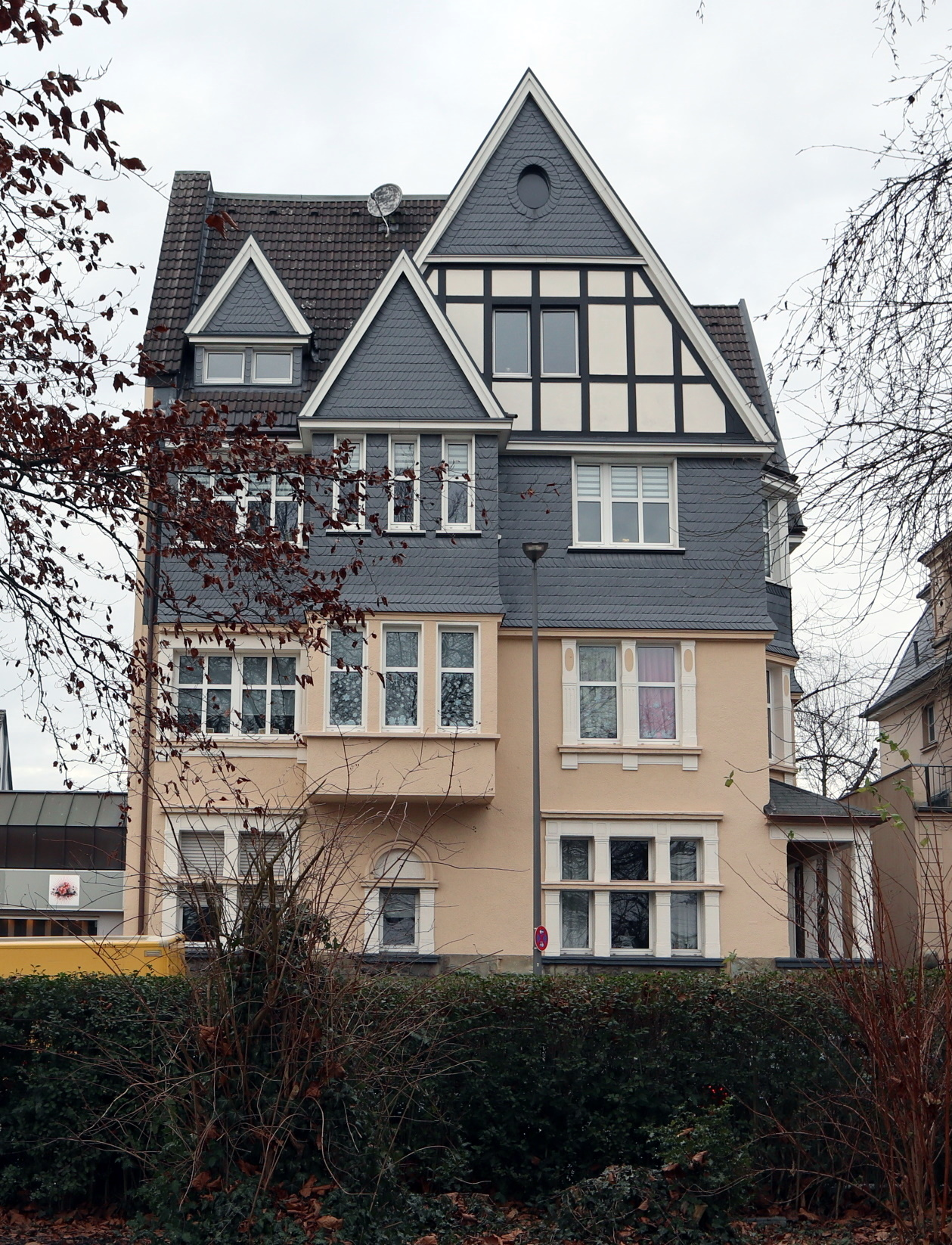
Wohnhaus Kronenbergs an der Katternberger Str. 24, heute Baudenkmal

Am 1. April 1933 postierten sich Mitglieder der SA vor seinem Haus in Solingen (Katternberger Str. 24), in dem seit 1911 Wohnung und Praxis untergebracht waren, um den staatlichen Judenboykott zu überwachen. Am 1. Oktober 1935 wurde Emil Kronenberg als Jude seiner Krankenhaustätigkeit in der Bethesda-Klinik enthoben. Infolge der Nürnberger Gesetze durften Juden spätestens ab 1938 nicht mehr als Ärzte tätig sein. Er war gezwungen, sein Haus weit unter Wert zu verkaufen und bezog eine Altersrente von 120 Reichsmark. Wegen der finanziellen Einbußen zog das Ehepaar Kronenberg in eine kleine Wohnung (Neuenkamper Str. 70). Am 1. Oktober 1938 wurde Kronenbergs gesamtes Vermögen gesperrt und unter Zwangsverwaltung gestellt. Ebenfalls wurde ihm seine Approbation entzogen. Am 9. November 1938 wurden im Zuge der Novemberpogrome in der Wohnung der Kronenbergs Einrichtungsgegenstände, Geschirr, Porzellan und Kunstgegenstände im Wert von 5000 Reichsmark zerschlagen. Am Tag darauf wurde Kronenberg verhaftet, jedoch nach einem Tag wieder entlassen.
1942 setzte sich Kronenberg für die Interessen der jüdischen Restgemeinde in Köln gegenüber der Reichsregierung als Vertrauensmann ein. Kronenberg war ebenfalls Mitglied der Synagogengemeinde Solingen.
Am 22. Oktober 1943 starb Kronenbergs Frau Adele an einem Herzinfarkt. Sie wurde auf dem Evangelischen Friedhof Kasinostraße beigesetzt. Am 17. September 1944 wurde Emil Kronenberg von der Ordnungspolizei aufgefordert, sich innerhalb von zwei Stunden an der Gestapo-Kaserne Felder Straße einzufinden. Er wurde von dort zusammen mit fünf Frauen und zwei Männern auf einem LKW nach Wuppertal-Barmen abtransportiert. Über weitere Zwischenstopps in verschiedenen Durchgangslagern bei Stadtoldendorf und dem Jüdischen Krankenhaus Berlin traf der damals schon 80-jährige Solinger Arzt am 13. Oktober 1944 im Konzentrationslager Theresienstadt ein. Dort wurde er Anfang Mai 1945 von sowjetischen Truppen befreit und konnte am 28. Juni 1945 in seine Heimat zurückkehren.

### Nachkriegszeit
1945 war Kronenberg Mitgründer der FDP in Solingen, fungierte etliche Jahre als Vorstandsmitglied des Kreisverbandes und engagierte sich ab 1949 als Leiter im Solinger Kulturkreis. 1951 besuchte ihn Bundespräsident Theodor Heuss in Solingen.
1948 wurde ihm die Ehrenmitgliedschaft der neu gegründeten Deutschen Gesellschaft der Hals-, Nasen- und Ohrenärzte verliehen. Am 1. September 1949 nahm Kronenberg als Ehrengast an der 50-Jahr-Feier des Bethesda-Krankenhauses teil.
Kronenberg starb am 31. März 1954. Die Trauerfeier fand am 5. April in der Kapelle der Städtischen Krankenanstalten Solingen statt. Die Nekrologien wurden von einem Freimaurerbruder seiner Loge, einem Repräsentanten der Ärzteschaft und dem Ehrenvorsitzenden der Jüdischen Kultusgemeinde Wuppertal gehalten. Seine Urne wurde am 12. April neben seiner Frau auf dem Friedhof Kasinostraße in Solingen beigesetzt.
Heute sind in Solingen das Gebäude der Stadtbibliothek und der Volkshochschule als Teile der Clemens-Galerien nach Emil Kronenberg benannt.

## Werke

### Wissenschaftliche Schriften
1. Zur Pathologie und Therapie der Zungentonsille (Fischer, Berlin 1894) in der Berliner Klinik: Sammlung klin. Vortraege (Signatur: 8 MED EPH 491)
2. Die Übertragbarkeit geistiger Störungen (1889)
3. Geschichte der Laryngologie und Rhinologie (1898)
4. Die Krankheiten des Ohres und der oberen Luftwege beim Kinde und dessen Pflege (Sonderabdruck aus: Das Kind, seine geistige und körperliche Pflege bis zur Reife, hrsg. von Ph. Biedert, o. J.)

### Märchen
- Die Zottelhaube. Ein Märchenspiel. Nach einem nordischen Volksmärchen. 51 Seiten
- Katti
- Peterchen
- Das Stehaufmännchen (maschinenschriftliches und handschriftliches Exemplar)
- Das fliegende Pferd (Handschrift)
- Die Geschichte von der grünen Prinzessin (maschinenschriftliches und handschriftliches Exemplar)
- Weiße Salb und weiße Heide
- Entbehre gern, was du nicht hast. Ein lehrreiches und moralisches modernes Märchen
- Die Bilderhexe
- Die Geschichte von der merkwürdigen Heilung (Handschrift)
- Kitte Grau und der Teufel (Handschrift)
- Ein Brief an den lieben Gott

### Novellen und Erzählungen
- Die Legende von der Florence von Allaire und ihrem Sohne Mordier
- Der Haberich (zweiter Teil handschriftlich)
- Die Versuchung des Mönchs
- Auferstehung (Handschrift)
- Herr Hilton aus London
- Der Mann, mit dem der König sprach
- Der Schatten (1926)
- Der Kleiderhaken. Ein Erlebnis in der Eifel
- Ein berühmter Mann wird gesucht
- Schwabenstreiche
- In einer Sekunde
- Ein Gedenktag
- Der Kentaur
- Frau Kastendick
- Wunderkuren (Handschrift)
- Not der Berge
- Der Unglücksfall. Eine in der Tat schnurrige Geschichte
- Der Leibarzt (maschinenschriftliches und handschriftliches Exemplar)
- Ein Maurerabenteuer im fernen Westen
- Wie Della Torre starb
- Das Alpenveilchen
- Gruseolett
- Ollreition (Handschrift)
- Rouget de Lisle
- Das Rätsel
- Eine Partie Schach (1938)
- Ein Squatter in Deutschland in: „Deutsche Lesehalle“. Sonntagsbeilage zum Berliner Tageblatt, 20. September 1885
- Der Wettlauf. Ein Gymnasiastenscherz (Handschrift)
- Das Inserat. Eine ergötzliche Geschichte
- Der Ritter. Eine schnurrige Gespenstergeschichte

### Biografische Erinnerungen (1914–1939)
- Warum ich Freimaurer wurde, (1938/39) (Handschrift)
- Tagebuch (1914) (Handschrift)
- Kriegstagebuch (1914)
- Meine Erinnerung an Ludwig Woltmann (22. Februar 1937)

### Abhandlungen
- Abhandlungen zu politischen Fragen (1910–1945) (Na25-3)
- Abhandlungen zur „Judenfrage“ (1933–1938) (Na25-4)
- Abhandlungen zur Freimaurerloge (1912) (Na25-5)
- Medizinische Abhandlungen (1893–1938) (Na25-1)

## Gedenken
Am 18. Januar 2018 wurden vor seinem Wohnhaus in der Katternberger Straße 24 in Solingen für ihn und seine Frau Stolpersteine verlegt die an die Verfolgung Zeit des Nationalsozialismus erinnern sollen.

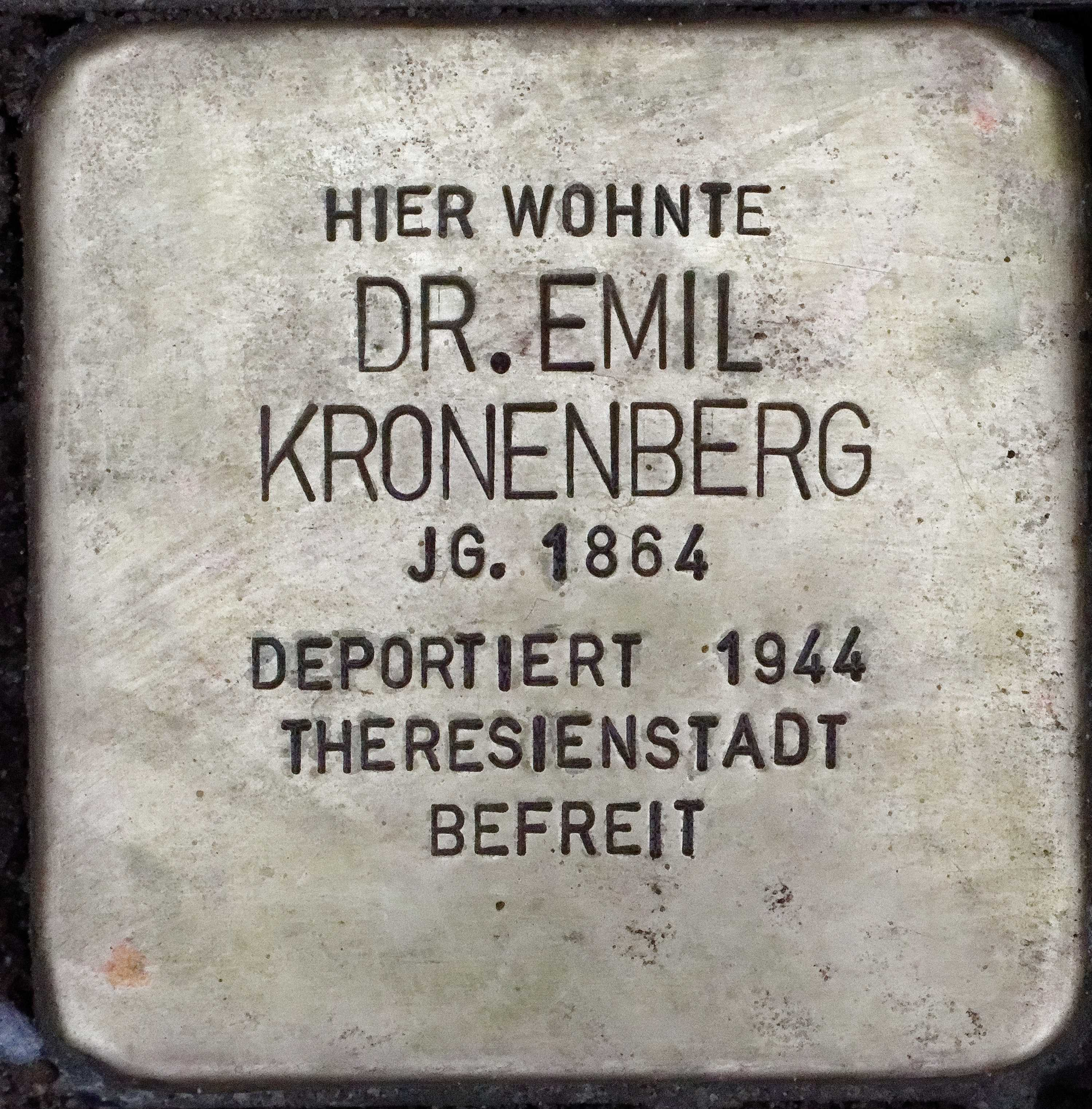
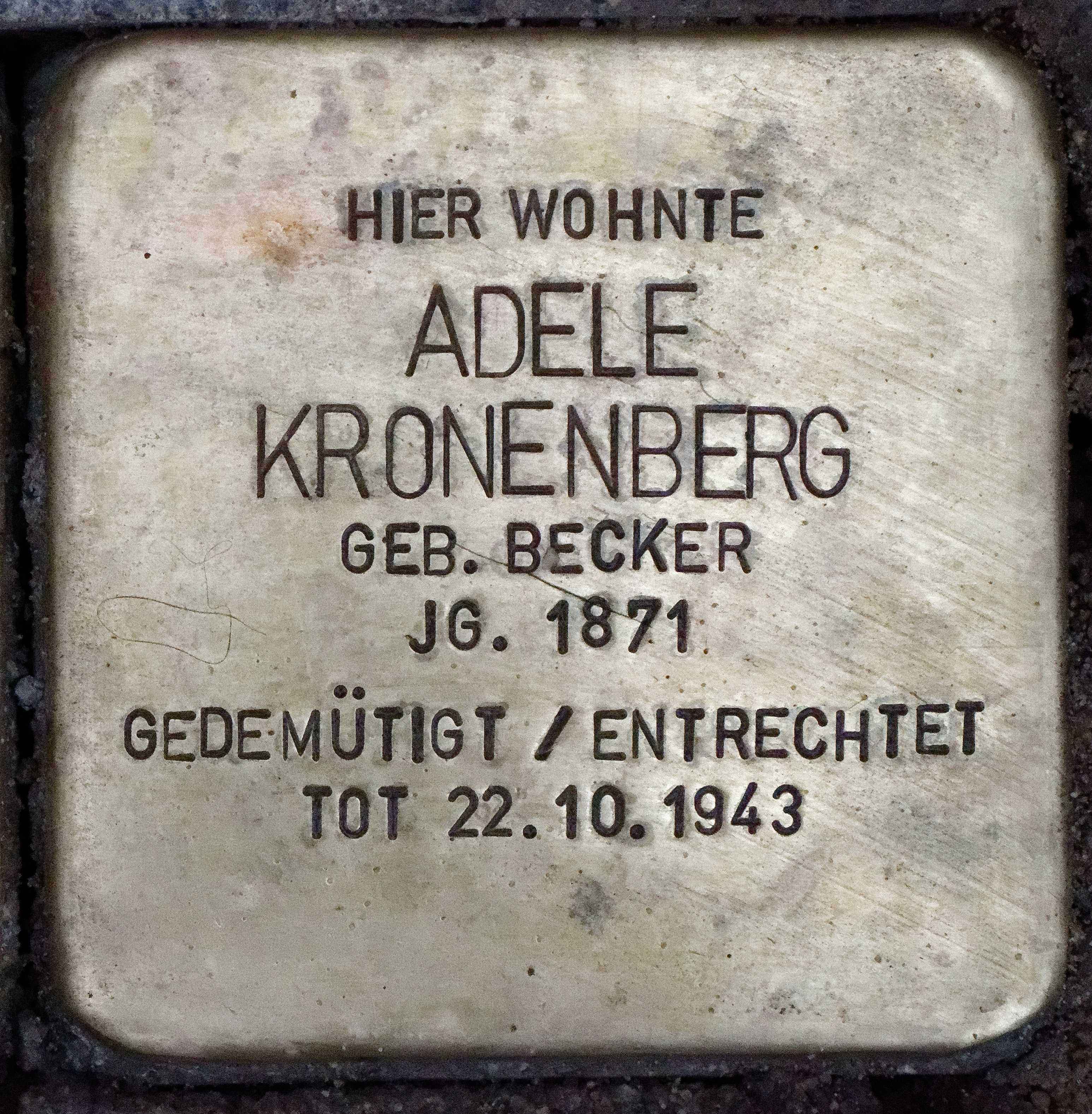